# Xi2 Canis Majoris
Título a ser usado para criar uma ligação interna é Xi2 Canis Majoris.
Xi2 Canis Majoris (5 Canis Majoris) é uma estrela na direção da constelação de Canis Major. Possui uma ascensão reta de 06h 35m 03.38s e uma declinação de −22° 57′ 53.4″. Sua magnitude aparente é igual a 4.54. Considerando sua distância de 412 anos-luz em relação à Terra, sua magnitude absoluta é igual a −0.97. Pertence à classe espectral A0III.